# Psapp
Psapp ist ein Musik-Duo aus London. Die Band besteht aus dem Deutschen Carim Clasmann und der englischen Sängerin Galia Durant. Sie existiert etwa seit der Jahrtausendwende und wird häufig als Erfinderin der „Toytronic“ bezeichnet, was von der für den Psapp-Sound charakteristischen Verbindung elektronischer Elemente mit kruden Spielzeuginstrumenten herrührt.
Psapp haben das Titellied der US-Fernsehserie Grey’s Anatomy verfasst; auch in anderen Serien wie O.C., California und Nip/Tuck wurden ihre Lieder verwendet. Live tritt die Band in sechsköpfiger Besetzung auf und ist dafür bekannt, selbst gemachte Spielzeugkatzen ins Publikum zu werfen.

## Diskografie

### Alben
- Northdown (2004, Rallye Label, nur in Japan veröffentlicht)
- Tiger, My Friend (2004, The Leaf Label) #21 UK
- The Only Thing I Ever Wanted (2006, Domino Records)
- The Camel’s Back (2008, Domino Records)
- Early Cats and Tracks Volume 2 (2009, Chrysalis Music)
- What Makes Us Glow (2013, The state51 Conspiracy)

### EPs
- Tricycle (2006)
- Early Cats and Tracks (2005)
- Buttons and War (2004)
- Do Something Wrong (2003)

### Sonstige
- Grey’s-Anatomy-Soundtrack „Cosy In The Rocket“ (2005, Hollywood Records)